# Florencio Armando Colín Cruz
Florencio Armando Colín Cruz (Acambay, Estado de México, 27 de octubre de 1950) es un obispo católico mexicano quien fungió como obispo auxiliar en la Arquidiócesis Primada de México del 27 de noviembre de 2008 al 16 de febrero de 2019 en que fue nombrado por el papa Francisco como tercer obispo de la Diócesis de Puerto Escondido.

## Biografía

### Primeros años y formación
Nació en Hondigá, Acambay, Estado de México, el 27 de octubre de 1950. Tercero de cuatro hijos procreados por Jesús Colín Colín y Socorro Cruz Gómez.
Realizó los estudios primarios en su pueblo natal y en Chapacao, Ver., y los de secundaria en Ébano, S.L.P. El 4 de noviembre de 1968 ingresó al Seminario Conciliar de la Arquidiócesis de México, cursando los estudios de preparatoria y de humanidades en el Colegio de Bachilleres de la Ciudad de México.
Los estudios de Filosofía, los realizó en el Instituto Superior de Estudios Eclesiásticos de la Arquidiócesis de México de los años 1971-1974, ubicado en Tlalpan, D.F.
Luego pasó a los estudios de Teología, 1974-1978, dos años en el Instituto Superior de Estudios Eclesiásticos de la Arquidiócesis de México y después por disposición del Cardenal Miguel Darío Miranda fue a concluir los estudios de Teología, dedicando dos años más en la Pontificia Universidad Gregoriana, en Roma, Italia. Obteniendo así en junio de 1978 el grado de Bachiller en Teología.
En este tiempo, también siguió el curso de Arqueología Paleocristiana a partir de junio de 1977 a septiembre de 1978. Curso impartido por el Pontificio Instituto de Arqueología Paleo-cristiana en la ciudad de Roma, Italia.
Cursó estudios de Lengua y civilización Francesa (Quinto nivel) en la Alliance Française, París, 1978. Curso especial de Alemán en el Instituto Kreusberg, Bonn, Alemania 1979. Habla cinco idiomas: español, francés, inglés, alemán e italiano.

### Sacerdocio
Recibió el ministerio del lectorado, de manos del Cardenal Miguel Darío Miranda en la capilla del Seminario “Casa Tlalpan” en 1975, y el ministerio del Acolitado en Roma, Colegio Nepomuceno, de manos del Cardenal Pironio en mayo de 1979.
El 14 de septiembre de 1979 fue ordenado Diácono en la capilla del Seminario, “Casa Huipilco” de manos del Cardenal Ernesto Corripio en la Ciudad de México.
Más tarde, Corripio Ahumada le autorizó realizar estudios de especialización en “Ciencias Bíblicas”; de los años 1978-1982 en el Pontificio Instituto Bíblico de Roma obteniendo el título de licenciado el 16 de febrero de 1982.
Como parte del programa de los estudios bíblicos en Roma, era necesario pasar un semestre en el Instituto Bíblico de Jerusalén para realizar estudios especiales de: Arqueología, Historia de Israel y Lengua Hebrea. Esto fue a partir de septiembre de 1981 a febrero de 1982, en The Hebrew University of Jerusalem, Israel. 
Concluidos sus estudios en Roma, regresa a México el 30 de marzo y es Ordenado Sacerdote por el cardenal Ernesto Corripio Ahumada, en la capilla del Seminario, “Casa Huipilco”, el 22 de abril de 1982. De mayo a julio de 1982, fue vicario en la parroquia de San Bernardido de Siena.
Posteriormente de agosto de 1982 a junio de 1988, ejercitó su ministerio en el Seminario Conciliar de México, de agosto de 1982 a junio de 1984 como prefecto de segundo año de preparatoria. De julio de 1984 a junio de 1988 como Asesor responsable del curso introductorio.
Durante estos años de servicio en el Seminario fue a la vez profesor de griego en la Universidad del Valle de México. Profesor de diversos cursos de Biblia en la Universidad Intercontinental. De 1987 – 88 profesor en el Sedes Sapientíae durante el verano así como en el Instituto de liturgia y música sacra. 
En 27 de junio de 1988 obtuvo el doctorado en Teología Bíblica con la calificación de “Magna cum Laude” por la Universidad Gregoriana. 
De octubre de 1988 a marzo de 1989, realiza el segundo curso de Arqueología Paleocristiana en el Pontificio Instituto de Arqueología Cristiana en Roma, obteniendo el diploma el 16 de marzo de 1989. 
El 30 de junio de 1992 fue nombrado Vicerrector del Seminario Conciliar de México y Director del departamento de Idiomas en el Instituto superior de estudios eclesiásticos.
En octubre de 1996 fue nombrado párroco de la parroquia de Santa María de Guadalupe “Capuchinas”, en la Villa, y en 1999 se le encomienda también la dirección de la Pastoral Bíblica en la Arquidiócesis de México, oficios que cubre hasta el presente. El 14 de septiembre de 1999 recibió el título de Canónigo Efectivo de la Insigne Nacional Basílica de Guadalupe.
Además, de 1999 al 2006, y de 2007 a la fecha, funge como Decano del primer Decanato de la Primera Vicaría Episcopal.
Ha publicado, entre otros, algunos artículos sobre temas bíblicos y guadalupanos, así como semblanzas de los templos restaurados y de la figura de San Juan Diego.

## Episcopado

### Obispo auxiliar de México
El papa Benedicto XVI lo nombra Obispo titular de Timida Regia y obispo auxiliar de México el 27 de noviembre de 2008.
Recibió la ordenación episcopal el 28 de febrero de 2009 en la Basílica de Guadalupe y asignado como obispo de la primera vicaría episcopal de Nuestra Señora de Guadalupe. 
Para el trienio 2009-2012, es elegido responsable de la Dimensión Pastoral Bíblica, de la C.E. para la Pastoral Profética y suplente de la Provincia Eclesiástica de México Trienio 2009-2012.
Responsable de la Dimensión de Bienes Culturales y Arte Sacro del trienio 2016-2018 y del trienio 2018-2021.

### Obispo de Puerto Escondido
El 16 de febrero del 2019, el papa Francisco lo nombró obispo de la Diócesis de Puerto Escondido y fue instalado en la diócesis el 4 de abril de 2019.